# Auaxa cesadaria
Auaxa cesadaria là một loài bướm đêm trong họ Geometridae.